# Veles e vents
«Veles e vents» (en español, velas y vientos) es un poema de Ausiàs March, (Valencia, 1400 - Valencia, 3 de marzo de 1459) poeta y caballero valenciano medieval.
Relata la historia de un viaje desde Italia a Valencia en busca de la querida. El autor la ama pero no sabe si su amor es correspondido. En el trayecto corre grandes peligros y pide ayuda a los vientos para llegar a tierra. Más allá de esta interpretación, también significa el amor y la invocación a los vientos provenientes de tierras donde reina la cultura (siroco, levante...), la civilidad (el gregal, el ostro...), (el viento tramontana). El autor utiliza el decasílabo clásico, también llamado ausiasmarquià, de estructura 4+6. Los versos son de arte mayor y de rima consonante. Se encuentran algunas sinalefas (io en, no en, si atur...) e hiatos (sia, faent).
Ha sido musicado e interpretado por varios autores. Así, Raimon lo incluye ya en 1970 en un disco sencillo, de forma que con esta canción comienza su primera musicación de Ausiàs March y en 1970 lo vuelve a sacar en el disco Per destruir aquell qui l'ha desert (Para destruir aquel quién lo ha desierto). Posteriormente ha sido retomado numerosas veces por el mismo Raimon y por Toti Soler con Ester Formosa.

## Letra
Veles e vents han mos desigs complir,
faent camins dubtosos per la mar.
Mestre i Ponent contra d’ells veig armar;
Xaloc, Llevant, los deuen subvenir
ab llurs amics lo Grec e lo Migjorn,
fent humils precs al vent tramuntanal
que en son bufar los sia parcial
e que tots cinc complesquen mon retorn.

Bullirà el mar com la cassola en forn,
mudant color e l’estat natural,
e mostrarà voler tota res mal
que sobre si atur un punt al jorn;
grans e pocs peixs a recors correran
e cercaran amagatalls secrets;
fugint al mar, on són nodrits e fets,
per gran remei en terra eixiran.

Amor, de vós io en sent més que no en sé,
de què la part pijor me’n romandrà;
e de vós sap lo qui sens vós està.
A joc de daus vos acompararé.